# ناصر ریاحی

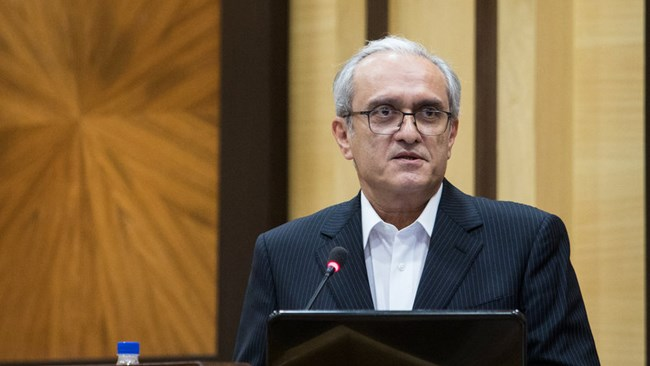
ناصر ریاحی در افتتاحیه اولین مرکز اهدا پلاسما قزوین

ناصر ریاحی از فعالان حوزهٔ سلامت ایران، رئیس اتحادیه واردکنندگان دارو، رئیس هیئت مدیره اتاق مشترک بازرگانی ایران و اتریش، نایب رئیس انجمن شرکت‌های دانش بنیان حوزه سلامت تهران، رئیس کمیسیون اقتصاد سلامت اتاق بازرگانی و عضو هیئت رئیسه اتاق بازرگانی تهران است.